# Kasia Struss

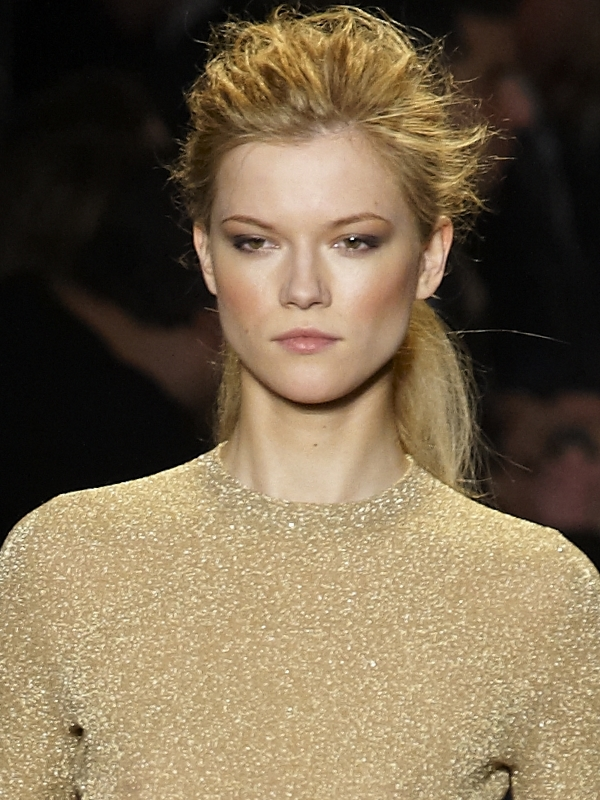
Kasia Struss

Kasia Struss (bürgerlich: Katarzyna Strusińska; * 23. November 1987 in Ciechanów) ist ein polnisches Model.
Kasia Struss wurde 2005 entdeckt, nachdem sie ein Foto zu einem polnischen Teenager-Magazin geschickt hatte. Als Laufstegmodel war sie dann ab 2006 in Schauen von Dior, Versace, Chloé und Thierry Mugler zu sehen. Bei Werbekampagnen stand sie für Marken wie Gucci, Lacoste und Miu Miu vor der Kamera. 2013 und 2014 wirkt sie an den Victoria’s Secret Fashion Shows mit. Sie war Covermodel der Vogue, Elle und Harper’s Bazaar.